# Švyturys-Utenos alus
Švyturys-Utenos alus — литовская компания, производитель алкогольной продукции, в состав которой входят два крупнейших в стране пивоваренных завода — «Švyturys» в Клайпеде и «Utenos alus» в Утене, а также специализированные подразделения по всей стране.
В 1999 году значительная часть акций ведущих пивоваренных заводов Литвы была приобретена датской компанией «Carlsberg», являющейся четвёртой по величине пивоваренной компанией мира. С 2008 года ЗАО «Švyturys-Utenos alus» входит в состав Carlsberg Group.

## Важнейшие факты
- В 1784 году в Клайпеде основан пивоваренный завод Švyturys[2]/
- В 1977 году в Утене начал функционировать пивоваренный завод Utenos alus[3].
- В 1997 году концерном Baltic Beverages Holding, находившимся под управлением финской компании Hartwall и норвежской компании Orkla, был приобретен контрольный пакет акций пивоваренного завода Utenos alus. К тому времени концерн BBH уже владел пивоваренным заводом Kalnapilis в Паневежисе[4].
- В 1999 году компанией Carlsberg A/S было приобретено 95 % акций АО Švyturys.[5].
- В 2000 г. компания Carlsberg A/S объединилась с норвежской компанией Orkla и таким образом приобрела контроль над тремя крупнейшими пивоваренными заводами Литвы — Švyturys, Kalnapilis и Utenos alus.[6]
- В 2001 г. по указанию Литовского совета по конкуренции концерн BBH продал Kalnapilis датскому предприятию Danish Brewery Group (в настоящее время — The Royal Unibrew).[7]
- В 2001 г. концерн BBH объединил Švyturys и Utenos alus и учредил новую компанию — АО Švyturys-Utenos alus.[2]
- В 2003 г. АО Švyturys-Utenos alus было реорганизовано в ЗАО Švyturys-Utenos alus.[8]
- На основании исследований, проведенных AC Nielsen в 2004 г., Švyturys и Utenos alus являлись наиболее сильными и заслуживающими гордости национальными товарными знаками в области пивоваренной промышленности.[9]
- В 2004 г. компанией Švyturys-Utenos alus был подписан многолетний договор о поддержке Олимпийского комитета Литвы.[10]
- В 2006 г. компания Švyturys-Utenos alus стала членом международного Глобального Договора ООН.[11]
- В 2008 г. компанией Carlsberg Group была выкуплена доля компании Scottish & Newcastle (Великобритания) в концерне BBH, в результате чего Carlsberg Group стала собственником контрольного пакета акций ЗАО Švyturys-Utenos alus.[12]
- По данным исследования, проведенного в 2011 г. компанией по изучению общественного мнения Spinter tyrimai, в секторе производства продуктов питания и напитков предприятие Švyturys-Utenos alus признано в качестве обладающего наилучшей репутацией.[13]
- В 2011 г. ЗАО Švyturys-Utenos alus было выбрано молодежью в качестве самого привлекательного работодателя страны в промышленно-производственном секторе.[14]
- Во время национального награждения ответственного бизнеса в 2011 г. ЗАО Švyturys-Utenos alus было удостоено награды «Предприятие года по охране окружающей среды» за отличные результаты по экономии энергетических ресурсов и снижению загрязнений, а также вовлечение работников предприятия и клиентов в природоохранные инициативы.[15]
- По результатам исследования, проведенного в 2012 г. компанией Spinter tyrimai, ЗАО Švyturys-Utenos alus заняло второе место в списке предприятий страны, обладающих наилучшей репутацией.[16]

## Продукция
Продукция, производимая ЗАО Švyturys-Utenos alus: пиво, пивные коктейли, сидр, алкогольные коктейли, питьевая вода, прохладительные напитки, квас.
Товарные знаки ЗАО Švyturys-Utenos alus:
- пиво Švyturys;
- пиво Utenos;
- пиво Carlsberg;
- пиво Blindos;
- пивные коктейли D-light;
- сидр Kiss;
- сидр Somersby;
- алкогольные коктейли Zip;
- питьевая вода Vichy Classique;
- прохладительные напитки Vichy Classique Vivafresh;
- прохладительные напитки Vichy Classique Vivasport.

## Статистика
В 2013 г. ЗАО Švyturys-Utenos alus было произведено и продано 173,34 млн литров напитков.
ЗАО Švyturys-Utenos alus — лидер в области экспорта литовского пива и напитков, продукция ЗАО экспортировалась более чем в 25 стран мира. Объём экспорта напитков в 2012 г. составил 26 млн литров.